# Kulturni šok
Kulturni šok je termin, uporabljen za opisovanje zaskrbljenosti in občutkov (presenečenja, zmedenosti, itd.), ki jih ljudje občutijo, ko začnejo delovati znotraj popolnoma drugačne kulture ali socialnega okolja. Značnice, ki se manifestirajo v obliki besed, gest, izrazov na obrazu, navad in običajev ter norm, so pridobljene v toku socializacije in odraščanja. Naštete značnice so del naše kulture ravno tako kot je to jezik, ki ga govorimo in mišljenja, ki jih sprejmemo. Vsi zavisimo od teh značnih, med katerimi jih je večina podzavestno naučenih.
Termin je leta 1954 prvič predstavil antropolog Kalvero Oberg. Med raziskovalci, ki so se ukvarjali s kulturnim šokom, je pomemben Michael Winkelman.

## Kulturni šok kot produkt zgodovine
Posameznik ni rojen s kulturo, temveč le z možnostjo učenja in uporabe kulture. Kultura kateregakoli ljudstva je produkt zgodovine in je zgrajena skozi čas s pomočjo procesov, ki so onstran posameznikove zavesti. Kultura je pripomoček, s katerim se posameznik prilagodi na določeno fizično okolje in na ljudi, s katerimi se združuje. Otroci in mladostniki se pogosto težko učijo in prilagajajo, vendar pa ko se naučijo, kultura postane njihov način življenja in soočanja z okoljem - postane vrednota. Ljudje pogosto smatrajo lastno kulturo kot način, ki je najboljši in pravzaprav edini. Takšen pristop je pridobil termin etnocentrizem, prepričanje, ki kulturo, raso in narod označi za središče sveta. Posamezniki se lahko poistovetijo z lastno skupino do stopnje, da vsaka kritika pomeni napad na posameznika in skupino. Do podobnih reakcij prihaja, ko posameznik prične z življenjem v drugi kulturi, pri čemer so stereotipi in predsodki do gostiteljske kulture in njenega ljudstva odraz čustvenosti, ki jo povzroči kulturni šok.

## Vzroki za nastanek kulturnega šoka
Kulturni šok je pogosto posledica nezmožnosti razumevanja in predvidevanja vedenja ljudi v novem okolju, saj ne razumemo zakaj se ljudje vedejo kot se ter ne vemo, kako naj bi se v novem okolju vedli mi. Zato je potrebna adaptacija na drugačen življenjski slog, okolje ter poslovne prakse v novem kulturnem okolju. Pri tem gre za dolgotrajen proces, pri katerem v začetni fazi pride do hitre akumulacije občutkov odtujenosti zaradi slabega prilagajanja. 
Zaradi teh hitrih sprememb je oteženo psihološko prilagajanje, kar povzroča zmedenost ter čustveno nelagodje, to pa lahko povzroči hud stres za posameznika. Glavni simptomi kulturnega šoka so depresija, anksioznost ter občutki nemoči. Če se oseba s temi občutki neuspešno spopada lahko pade njena motivacija za spoprijemanje s spremembami, kar še poslabša simptome. 

## Simptomi kulturnega šoka
Kulturni šok lahko opišemo kot fizično in čustveno nelagodje, ki ga posameznik utrpi ob prihodu v drugo kulturo. Pogosto naš prejšnji način življenja ni sprejemljiv ali uveljavljen kot normalen v novi kulturi. Med nekatere simptome kulturnega šoka lahko štejemo:
- žalost, osamljenost, melanholija, depresivnost [1]
- anksioznost [1]
- občutki nemoči [1]
- obsedenost z zdravjem
- alergije
- nespečnost, želja po preveliki ali premajhni meri spanja
- idealiziranje stare kulture
- izguba identitete
- stereotipi o novi kulturi

## Faze kulturnega šoka
Težavnejše oblike vključujejo različne faze. Vsak posameznik ne gre skozi vse faze kulturnega šoka, vsak posameznik pa tudi ni dovolj dolgo v novi kulturi, da se lahko prebije skozi vse faze. 
1. Faza »Medenih tednov« - Tekom te stopnje posameznik vidi razlike med staro in novo kulturo v novi, čudoviti, romantični luči. Tako lahko pri selitvi v novo državo posameznik uživa v novi hrani, tempu življenja, navadah, arhitekturi itd.
2. Faza »Vse je grozno« - Po nekaj dneh, tednih ali mesecih manjše razlike med staro in novo kulturo postanejo utrujajoče in moteče. Pogosto posamezniki hrepenijo po hrani iz stare kulture, vidijo tempo življenja kot prehiter ali prepočasen, navade ljudi moteče itd. Ljudi v drugi kulturi zaznavajo kot sicer podpirajoče, a čutijo, da jih ne razumejo. Glede na to, posamezniki sklepajo, da so ti ljudje brezčutni do posameznika in njegovih skrbi. Pogost je pojav, da se ljudje, ki se sedaj nahajajo v drugi kulturi, združijo s posamezniki iz prejšnje kulture in kritizirajo gostiteljsko kulturo, njene načine in ljudi. Takšne kritike niso objektivne, temveč emocionalno nabit izraz nesposobnosti soočanja z resničnim virom nesreče. Gostiteljska kultura je v takšnih primerih opisana s subjektivnimi, negativnimi oznakami, ki so poznane kot stereotipi.
3. Faza »Vse je v redu« - Ponovno se po nekaj dneh, tednih ali mesecih posameznik navadi na razlike, ki se pojavijo v novi kulturi. Na tej točki posameznik ne reagira več pozitivno ali negativno na novo kulturo, saj se posamezniku kultura več ne zdi nova. Tokrat se sooča z novim tokom življenja, ravnotako kot se je v stari kulturi. Na tej stopnji posameznik kulturo ne samo pozna, temveč jo tudi razume. Uživa v hrani, pijači, navadah in običajih.
4. Obratni kulturni šok - Povratek v matično kulturo, po tem ko se je posameznik navadil na novo kulturo, lahko povzroči enake učinke kot je opisano zgoraj.